# 카스티아다스
카스티아다스(Castiadas)는 이탈리아 사르데냐 지역의 수드사르데냐도에 있는 코무네 (지방 자치체)로, 칼리아리 동쪽으로 약 35 킬로미터 (22 mi) 떨어진 곳에 위치한다. 14세기에 설립되어 수세기 동안 버려진 후 19세기에 재건되었으며, 사라부스-게레이 역사 지역의 일부이다.
1875년 카스티아다스에 이탈리아에서 가장 큰 형벌 식민지가 개설되어 1956년까지 사용되었다. 형벌 식민지 건설은 말라리아로 인해 버려진 사르데냐 지역을 재건하고 습지였던 비생산적인 토지를 농지로 전환하려는 대규모 계획의 일환이었다. 식민지의 역사는 알레산드라 우사이의 다큐멘터리 영화 일 미라콜로 데이 레이에 기록되어 있다.
이 지역은 1965년 비제르테에서 이주해 온 시칠리아 혈통의 이탈리아계 튀니지인들이 주로 거주했다.
카스티아다스는 다음 자치체와 접해 있다: 마라칼라고니스, 무라베라, 산 비토, 신나이, 빌라시미우스.